# 헤어쇼
《헤어쇼》는 2011년 4월 10일부터 2011년 5월 1일까지 방영된 KBS 드라마 스페셜 연작 시리즈의 다섯 번째 작품이다.

## 등장 인물

### 주요 인물
- 백진희 : 이영원 역 (아역 박사랑)
- 이승효 : 정은수 역
- 차수연 : 김민희 역
- 현우 : 윤호열 역
- 김영란 : 진강혜 역
- 김미경 : 박정래 역
- 이윤성 : 고아라 역
- 안용준 : 서동호 역
- 최윤소 : 김유리 역
- 마르코 : 조단 역
- 오나미 : 현영 역